# مقاطعة شبستر
مقاطعة شبستر (بالفارسية: شهرستان شبستر) هي إحدى مقاطعات محافظة أذربيجان الشرقية في إيران. عاصمة المقاطعة هي شبستر. حسب تعداد 2006، بلغ عدد السكان 121,787 نسمة في 33,255 عائلة.